# 南部川 (千葉県)

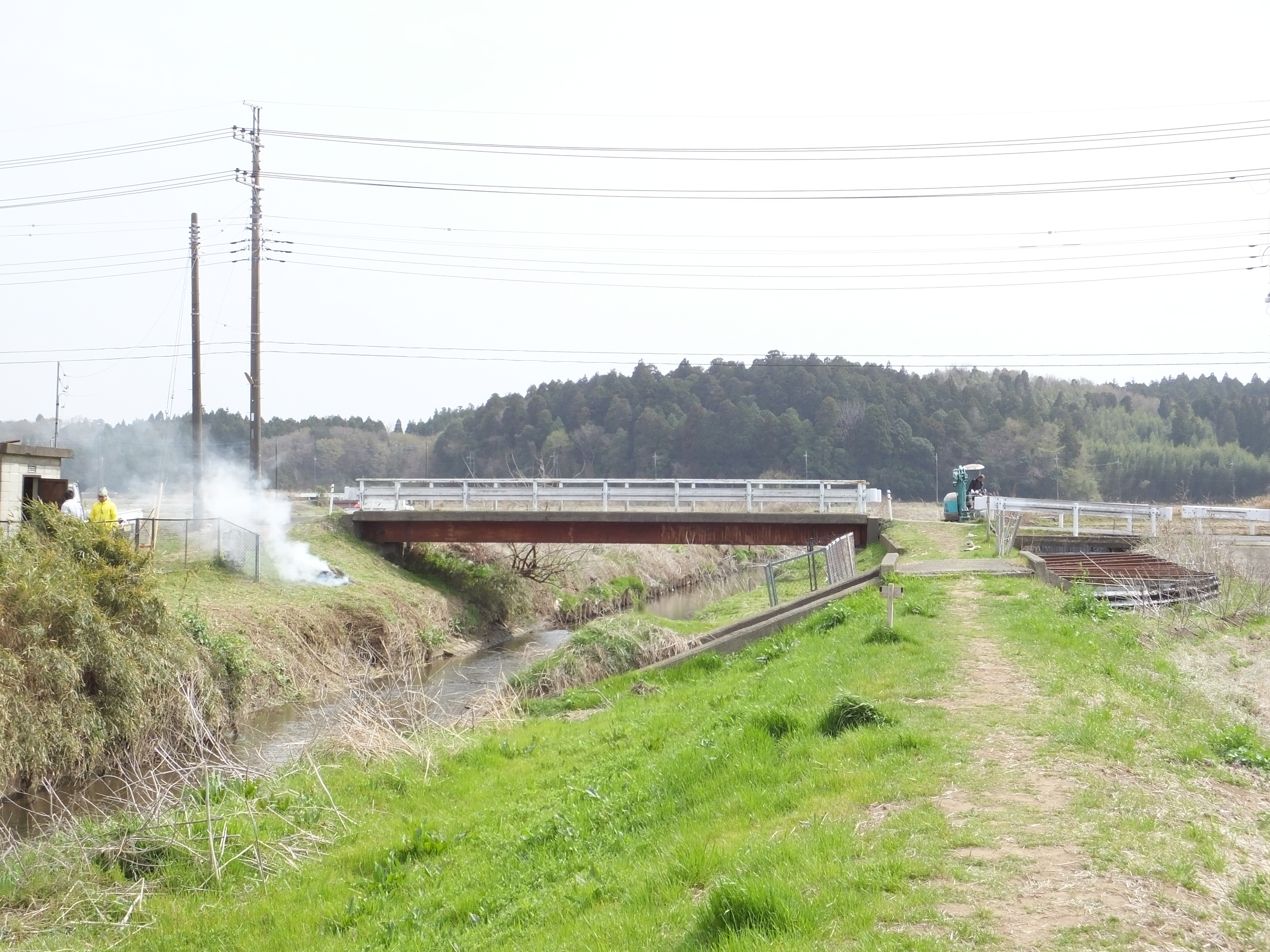
勝田川（左）と南部川（右）の合流地点

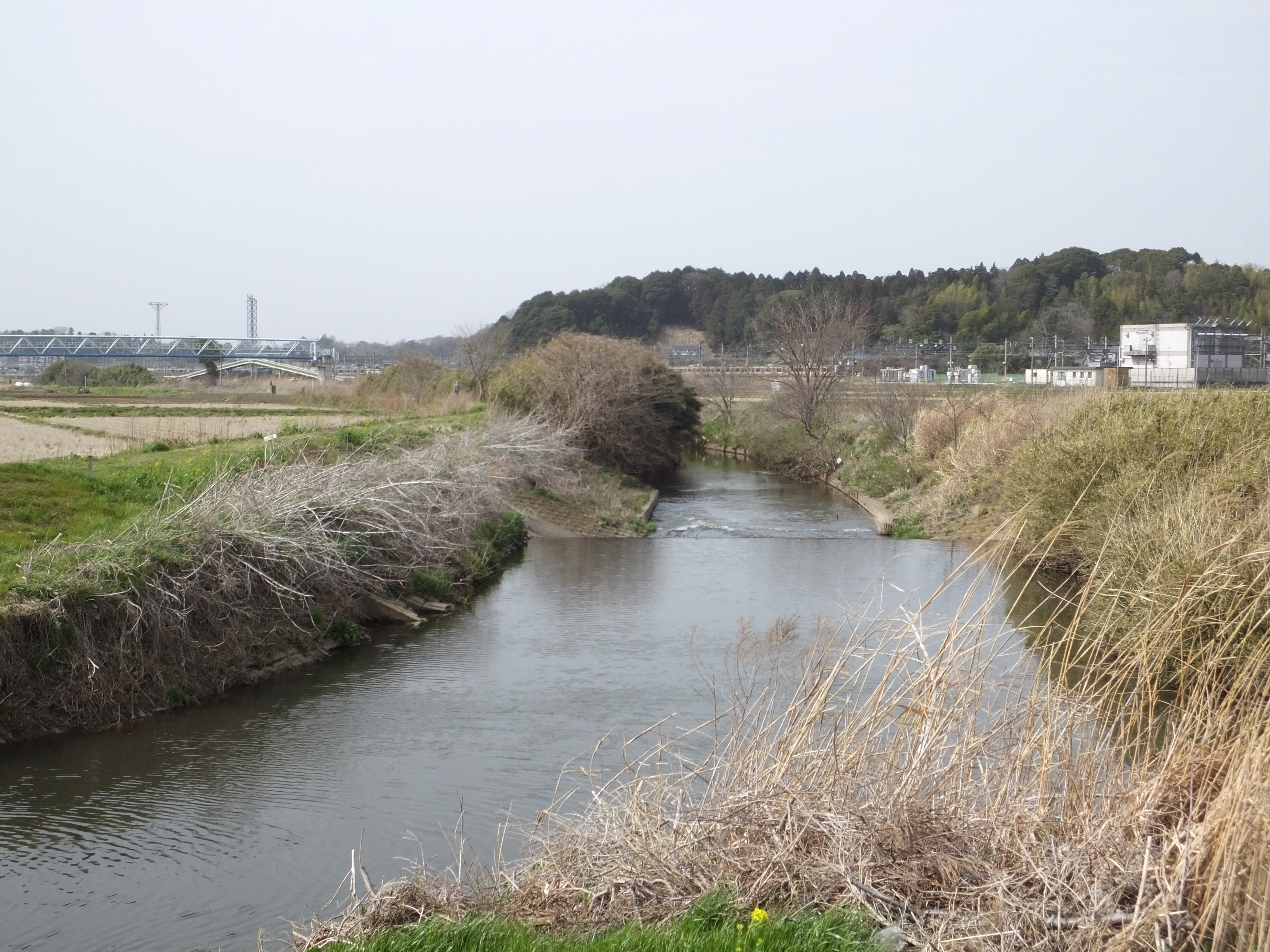
高崎川（右）に合流する南部川（左）

南部川（なんぶがわ）は、千葉県佐倉市を流れる利根川（印旛沼）水系の準用河川。当記事では、南部川の実質的な本流である勝田川（かつたがわ・普通河川）についても述べる。なお佐倉市至近に一級河川で同水系・同名の河川が存在するが、それとは全く別の河川である。

## 地理
南部川は佐倉市大作の第三工業団地付近を水源とし、佐倉市街地南部の東縁を流れる。川岸・川底ともにコンクリートで固められ、梁が渡されている。勝田川は八街市中央部の八街付近を水源とし北西流する。源流部は榎戸谷津と呼ばれ、崖地が多い一方で区画整理により部分的に河川幅が広げられている区間がある。落合谷津を合わせて榎戸の市街地を抜けると佐倉市に入り、西へ流れながら多くの支流を合わせる。下勝田付近より下流部では川底が砂になり、両岸には畝が形成されている。
両者は佐倉市高崎付近で合流する。名称上は南部川が本流である（その上南部川は全区間が準用河川指定である）が、実質的には南部川の方が勝田川へ流入する形である。そして南部川は北流したのち高崎川へ流入する。

## 治水

### 南部川の河川崩壊
南部川流域の佐倉市木野子において2005年（平成17年）より墓地造成工事（事業者：宗教法人了因寺、認可日：10月18日）が行われ、11月1日より盛り土が行われた結果2006年（平成18年）2月10日にヒービングが発生し、延長150mに渡って河川崩壊が起こった。土砂が急激に搬入され軟弱な両岸の地盤が沈んだ結果、川底が隆起したことが原因であり、仮設水路を設置したのち造成工事・土砂搬入を中止させて復旧工事がなされた。

### 大関調整池
勝田川源流部にあたる大関地区には、千葉県道76号成東酒々井線に面した区画に大関調整池がある。大関調整池は下流域への雨水流出抑制を図り2000年（平成12年）度に完成したが、貯留量約1万立方メートルに対し流域面積約375haと、調整池の受け持つ区域が広大であり容量不足のためたびたび冠水を起こし問題とされた。周辺には氷川調節池（千葉黎明高等学校付近、貯留量約3,700立方メートル）及び実住貯留池（八街市立実住小学校地下、貯留量約2,000立方メートル）があるが、それでも対応できておらず拡充も困難であるため、新たな調整池の設置が望まれていた。
そのような中で2007年（平成19年）頃より大関調整池を縦断する形で市道文違1号線（富山十字路 - 県道76号）の整備及び道路改良が行われ、道路占用部分約1,150㎡分だけ更に調整池の貯留能力が減少した。周辺地域の冠水に拍車がかかっており、現在は上流部への新たな調整池整備に向けて用地の検討が進められている。

## 水質
南部川は第三工業団地の排水先として利用されていることから、水質は市内では比較的悪い。1999年（平成11年）7月頃には第三工業団地内の鋼材加工会社が濃硫酸約5トンを流出する事故があり、南部川・高崎川が一時的に汚染され魚類が死滅する被害が出ている。

## 支流
上流より記載。全て勝田川区間における支流である
- 榎戸谷津
- 落合谷津
- タキヤツ
- 上勝田沢
- 米戸沢
  - 上別所沢
  - 直弥沢

## 主な橋
上流より記載。全て勝田川区間内の橋である
- 上勝田1号橋（千葉県道76号成東酒々井線）
- 上勝田第2号橋梁（JR総武本線、煉瓦造りアーチ橋）
- 下向橋
- 仲尾橋
- 下勝田橋
- 直弥東橋
- 郷前橋
- 直弥橋
- 根崎橋
- 東関東自動車道
- 前田橋
- 清水橋
- 勝田川橋（国道51号）
- 角橋

## 参考資料
- 印旛沼流域健康診断マップ（南部川・勝田川流域）
- 佐倉市議会会議録　平成18年6月定例会（6月15日）
- 佐倉市議会会議録　平成19年2月定例会（2月26日）
- 平成19年3月第1回八街市議会定例会会議録（2月26日）